# Edmond Bauer
Edmond Henri Georges Bauer (Paris, 26 de outubro, 1880 — Paris, 18 de outubro de 1963) foi um físico francês.
Graduado pela Universidade de Paris, foi assistente de Jean Baptiste Perrin.
Foi professor na Universidade de Estrasburgo. Foi depois professor de físico-química em Paris.
Participou da 4ª, 6ª e 7ª Conferência de Solvay.

## Obras
- Critique de notions d´ether, d´espace et de temps. Cinématique de la relativité, Paris 1932
- Introduction a la theorie des groupes et a ses applications en physique quantique, Paris 1935
- La mesure des grandeurs. Dimensions et unités, Paris 1939
- com Fritz London: La théorie de l´observation en mecanique quantique, Paris 1939
- Champs de vecteurs et de tenseurs. Introduction a la électromagnétisme, Paris 1958